# Słoń a sprawa polska
Słoń a sprawa polska – syndrom doszukiwania się elementów polskości w najdrobniejszych przejawach rzeczywistości.

## Geneza
W XIX wieku sformułowanie to było używane na określenie szukania we wszystkich kwestiach związków z polską sprawą narodową. Powiedzenie to upowszechnił Stefan Żeromski w Przedwiośniu. Polak, mający napisać rozprawę o słoniu, bez wahania napisał „Słoń a Polska”. W początkach XX wieku, jeszcze za czasów zaborów, wydawało się, że wszystko wiązało się ze sprawą polską, czyli dążeniem do odzyskania niepodległości. Ta postawa była tak znana, że polska laureatka nagrody Nobla Maria Skłodowska-Curie podczas spotkania Międzynarodowego Komitetu Współpracy Intelektualnej Ligi Narodów (ang. International Committee of Intellectual Cooperation) w 1921 opowiedziała następujący dowcip:
W konkursie literackim na temat słonia Anglik przedstawił pracę: „Moje doświadczenia w polowaniu na słonie w Afryce Południowej”, Francuz napisał esej na temat: „Seksualne i erotyczne życie słoni”, a tytuł opowiadania Polaka – „Słoń a Polska Niezależność Narodowa”.

## Współczesne znaczenie
Obecnie pojęcie słonia a sprawy polskiej jest używane w znacznie szerszym kontekście. Syndrom ten jest przedmiotem satyry; Stanisław Barańczak wydał antologię parodii najbardziej znanych wierszy polskich, których ukrytym, ale głównym bohaterem okazuje się słoń, ten wielki przyjaciel Polski.
Powiedzenie to bardzo przypomina inne, rozpowszechnione w Szwecji – „słoń a Karol XII” – o zbliżonym znaczeniu.